# Asier Olaizola Apezetxea
Asier Olaizola Apezetxea (Goizueta (Navarra) 1975), més conegut com a Olaizola I, és un jugador professional de pilota basca a mà, en la posició de davanter, en nòmina de l'empresa Asegarce. Va debutar l'any 1996 al frontó d'Elizondo. És germà d'Aimar Olaizola, "Olaizola II".

## Palmarés
- Campió per parelles, 1999 i 2001.
- Subcampió per parelles, 2002 i 2007.